# Зиничев, Евгений Николаевич
Евге́ний Никола́евич Зи́ничев (18 августа 1966, Ленинград — 8 сентября 2021, Большой Иркиндинский водопад, Красноярский край) — российский государственный и военный деятель. Генерал армии (2020). Герой Российской Федерации (9 сентября 2021, посмертно).
Заместитель директора ФСБ России (2016—2018). Временно исполняющий обязанности губернатора Калининградской области (28 июля — 6 октября 2016). Министр Российской Федерации по делам гражданской обороны, чрезвычайным ситуациям и ликвидации последствий стихийных бедствий (2018—2021, и. о. 15—21 января 2020). Член Совета безопасности Российской Федерации (2018—2021).

## Биография

### Происхождение
Родился 18 августа 1966 года в Ленинграде.
В 1984—1986 годах после окончания средней школы проходил воинскую службу по призыву на Северном флоте.

### Служба в силовых органах
С 1987 по 1991 год — на службе в КГБ СССР, член КПСС.
Работал в Центральном аппарате ФСБ России, пройдя путь от оперативного сотрудника до главы регионального управления.
В 2006—2015 годах работал в личной охране Службы безопасности президента Российской Федерации, сопровождая президента и председателя Правительства Российской Федерации (с 2008 по 2012 год) Владимира Путина в рабочих поездках. На архивных фотографиях ИТАР-ТАСС за этот период указывался как «сотрудник ФСО» либо «сотрудник ФСБ», везде находился в непосредственной близости к Путину. Закончил Санкт-Петербургский институт бизнеса и права, получив дипломы об окончании двух факультетов: экономического и «финансы и кредит». В 2012—2013 годах прошёл курс переподготовки в Военной академии Генерального штаба Вооружённых Сил Российской Федерации.
С 2014 года — заместитель руководителя Службы по борьбе с терроризмом ФСБ России.
В июне 2015 года генерал-майор Зиничев назначен начальником управления ФСБ России по Калининградской области, сменив на этом посту генерал-лейтенанта Александра Козлова.
В официальной биографии Зиничева указано, что с 1987 по 2015 год он «служил на различных должностях в органах государственной безопасности». Конкретные места службы не указаны.

### Руководство Калининградской областью
28 июля 2016 года, в рамках крупнейшей в 2016 году кадровой ротации, президентом В. Путиным Евгений Зиничев был назначен временно исполняющим обязанности губернатора Калининградской области. Его предшественник на этом посту Николай Цуканов был назначен полномочным представителем президента в Северо-западном федеральном округе. В ходе первой пресс-конференции, длившейся 49 секунд, врио называл приоритетами привлечение инвестиций в Калининградскую область и стабилизацию социально-экономической ситуации.
6 октября 2016 года ушёл в отставку с должности временно исполняющего обязанности губернатора Калининградской области по собственному желанию, в связи с семейными обстоятельствами. На своём посту проработал 70 дней. Его преемником стал Антон Алиханов.
На следующий день после отставки с поста 7 октября 2016 года назначен заместителем директора ФСБ России. В этом же месяце ему присвоено воинское звание генерал-лейтенант.

### Во главе МЧС
17 мая 2018 года Дмитрий Медведев предложил кандидатуру Зиничева на должность главы МЧС России вместо Владимира Пучкова. Владимир Путин одобрил выбор премьера и утвердил новый состав правительства с Зиничевым в качестве министра Российской Федерации по делам гражданской обороны, чрезвычайным ситуациям и ликвидации последствий стихийных бедствий.
Указом президента России В. Путина 28 мая 2018 года включён в состав Совета безопасности Российской Федерации. В декабре 2018 года Евгению Зиничеву присвоено воинское звание генерал-полковник.
После отставки правительства в январе 2020 года, переназначен на должность министра в новом кабинете Михаила Мишустина 21 января 2020 года.
Указом президента Российской Федерации от 21 декабря 2020 года присвоено персональное воинское звание генерал армии.

### Гибель

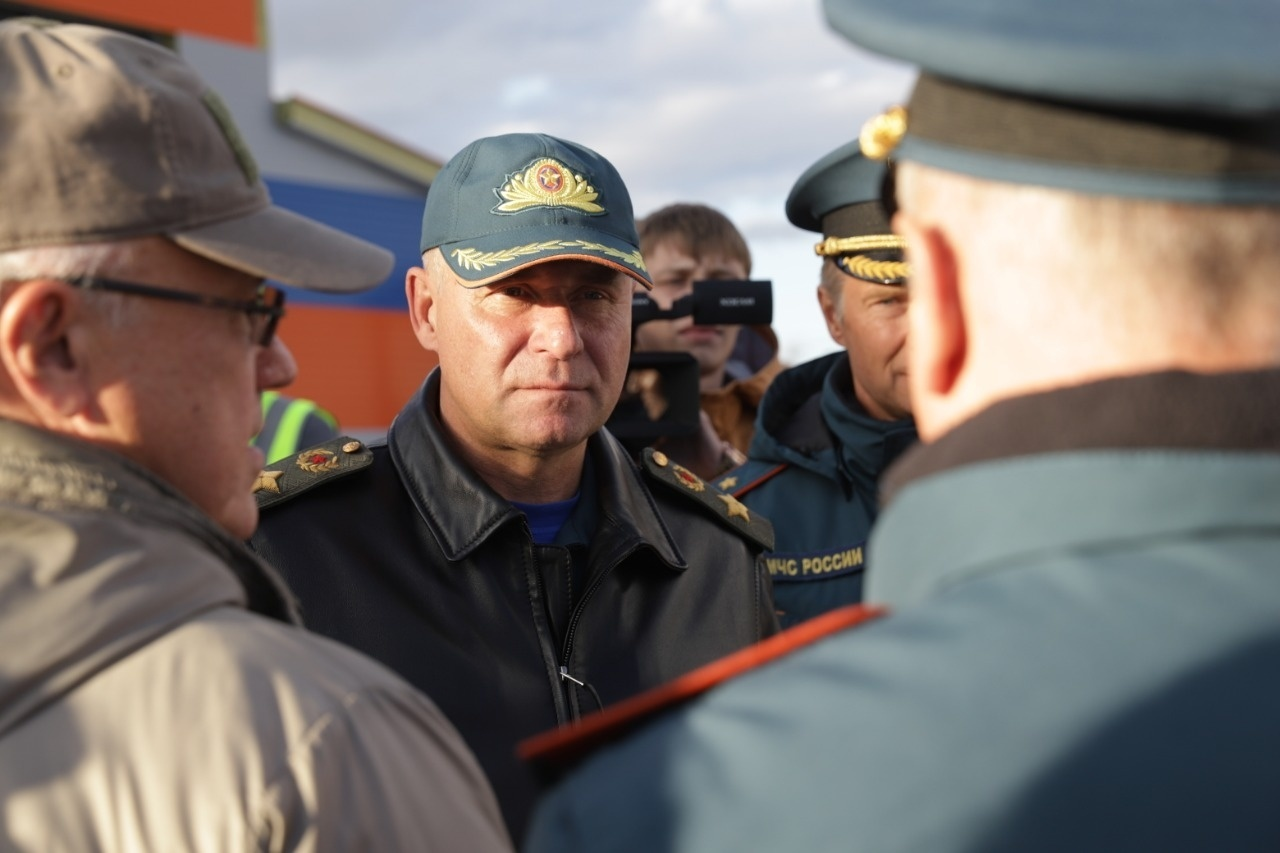
Одна из последних фотографий Зиничева, сделанная в Норильске, за несколько часов до его гибели

8 сентября 2021 года около семи часов утра погиб на 56-м году жизни вместе с кинематографистом Александром Мельником на Большом Иркиндинском водопаде (Китабо-Орон) на реке Иркинда, находящемся в западной части Путоранского заповедника, в 120 км от Норильска, вблизи озера Лама.
Согласно официальному сообщению МЧС, погиб «во время проведения межведомственных учений по защите Арктической зоны, спасая человека».
По неофициальной версии, 8 сентября после окончания учений руководство МЧС на вертолёте отправилось к водопаду Китабо-Орон на плато Путорана, расположенному на территории заповедника. Среди сопровождавших министра (помимо охраны) были его заместитель Андрей Гурович, руководитель аппарата Вадим Сойников, советник министра по спорту Андрей Мерзликин и присутствовавший на учениях Мельник.
Гибель Зиничева стала первым в истории современной России случаем смерти действующего министра федерального правительства.
9 сентября 2021 года Евгению Зиничеву посмертно присвоено звание Героя Российской Федерации — за героизм, мужество и отвагу, проявленные при исполнении служебного долга.
Церемония прощания с Евгением Зиничевым прошла 10 сентября 2021 года в здании Национального центра управления в кризисных ситуациях МЧС в Москве. На церемонии присутствовали Президент России Владимир Путин и председатель правительства Михаил Мишустин. Похоронен с воинскими почестями на Северном кладбище Санкт-Петербурга рядом с родителями.

## Семья
Был женат на Наталье Николаевне Зиничевой, сын Денис, имел внука и двух внучек.

## Награды
Удостоен около 15 государственных и ведомственных наград, среди них:
- Герой Российской Федерации (9 сентября 2021, посмертно) — «за героизм, мужество и отвагу, проявленные при исполнении служебного долга»[23];
- орден «За заслуги перед Отечеством» IV степени с мечами[30];
- орден Александра Невского[29];
- медаль ордена «За заслуги перед Отечеством» II степени[30];
- медаль Суворова[30];
- ведомственные награды ФСО России[30].

## Память
- Решением Топонимической комиссии правительства Санкт-Петербурга в 2022 году одобрено предложение о присвоении скверу у дома № 7 по улице Гастелло в Московском районе Санкт-Петербурга названия сквер Евгения Зиничева[31].
- В 2022 году указом президента РФ имя Зиничева было присвоено Санкт-Петербургскому университету Государственной противопожарной службы[32].
- Улицы в Грозном[33] и Калининграде[34].
- В декабре 2021 года в Элисте, Республике Калмыкия, напротив здания Главного управления МЧС России по Республике Калмыкия в Парке Спасателей был установлен и торжественно открыт памятник-бюст Евгению Зиничеву[35][36].
- Компания «Ермак Нефтегаз» в ноябре 2021 года подтвердила открытие на Таймыре уникального месторождения с запасами газа 384 млрд кубометров. Месторождению присвоено имя Героя России Евгения Николаевича Зиничева[37].
- 27 декабря 2022 года в Москве, на Кременчугской улице, открыт памятник Евгению Зиничеву (скульптор Михаил Баскаков)[38].
- В 2023 году была выпущена почтовая марка России из серии «Герои Российской Федерации», посвящённая Е. Н. Зиничеву[39].
- 18 декабря 2024 года в городе Тулун Иркутской области был открыт памятник Евгению Зиничеву.

Памятник Евгению Зиничеву в Москве
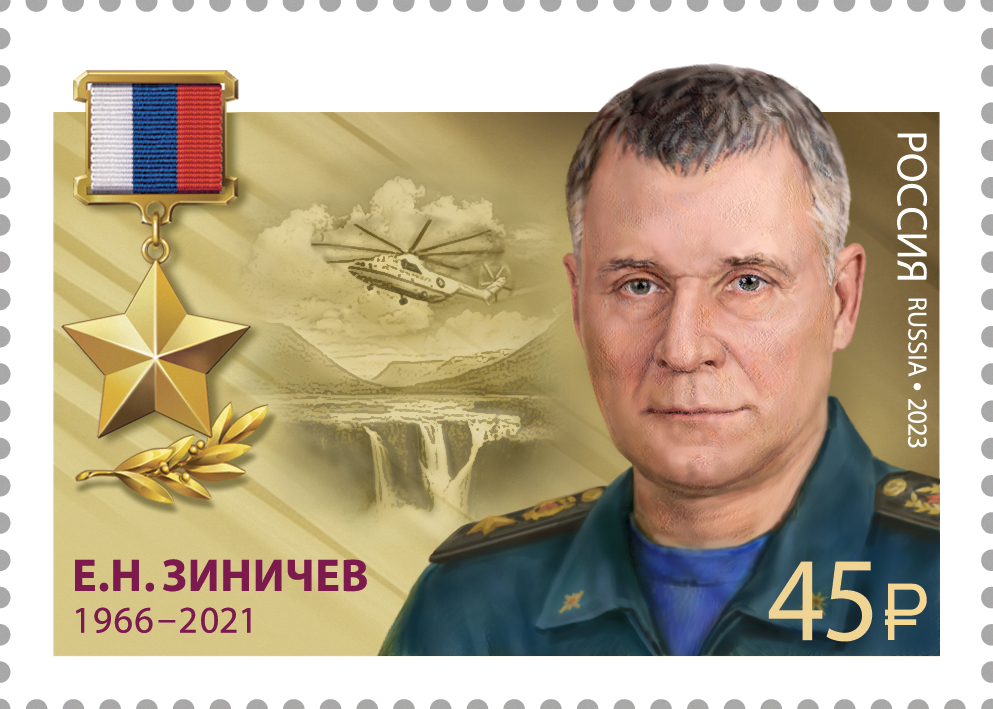
Почтовая марка 2023 год. Серия «Герои Российской Федерации»